# دنگل (بجنورد)
دنگل، روستایی از توابع بخش گرمخان شهرستان بجنورد در استان خراسان شمالی ایران است.

## جمعیت
این روستا در دهستان گرمخان قرار دارد و براساس سرشماری مرکز آمار ایران در سال ۱۳۸۵، جمعیت آن ۳۳۷ نفر (۹۰خانوار) بوده‌است.

## زبان
مردم روستا کرد هستند و به زبان کردی حرف می زنند.